# 村田真生
村田 真生（むらた まお、Mao Murata、1990年8月2日 - ）は、日本の実業家・プロデューサー・映像作家。元ミュージカル俳優・作曲家・編曲家・ピアニスト。カーネマン株式会社の創業者であり、代表取締役。岡山県岡山市出身。

## 来歴

### 出生・ミュージカル俳優時代
2006年、水曜サスペンス9「鉄道警察官・清村公三郎」シリーズで初のドラマ出演後、岡山県立岡山城東高等学校に進学。同年の夏休み期間中に都内のミュージカル俳優事務所・サンビームからスカウトを受け、同校を中退し上京。同年11月、蜷川幸雄演出「タンゴ・冬の終わりに」（堤真一・常盤貴子主演）で東京デビュー。なお、オーディション当時、村田は16歳で出演条件は18歳以上であったが、蜷川の右上である演出助手・井上尊晶の目にとまり出演が決まった。以降、宮本亜門演出・祝祭音楽劇「トゥーランドット」（張惠妹、岸谷五朗主演）、ミュージカル「アプローズ」（前田美波里・貴城けい主演）など舞台・ミュージカルを中心に出演。
2007年、劇団四季に最年少（16歳）で合格。正式入所前に仮入所の形で劇団のレッスンに通うが、既に出演が決まっていたTBSのミュージカル（前述のトゥーランドット）と正式入所のスケジュールが重なり、正式入所を辞退。翌年、俳優・演出家の浜畑賢吉の推薦を受けて再び劇団四季に合格している。

### 作曲家時代
2010年、OVA「るろうに剣心〜追憶編〜」の劇伴（岩崎琢作曲）に影響を受け、俳優活動を無期限休止。作曲家・編曲家として活動を開始。阿川泰子・MALTA・小原孝ら音楽家や「和風総本家」などテレビ番組を中心に作曲・編曲提供する。

### 会社員時代
2014年、作曲家としての収入が安定せず、総合人材サービスのAdeccoに就職。模範的社員として一時はAdeccoの公式サイトで紹介されるほど会社員生活に馴染み、同社内でも異例の速さでスーパーバイザーに昇格した。その後、転職を試みるも高校中退の学歴が仇となり、書類選考さえ通らない状況が続く。

### 起業から現在
2015年、囲碁つながりの経営者から「転職は人生への甘え、起業は成功への門出。君は人に好かれるから、可能性あるよ。」と起業を勧められ、音楽プロデュースを目的としたHOSHINE株式会社（現：カーネマン株式会社）を設立。同社の代表取締役に就任。
2016年、大丸心斎橋店の本館リニューアル工事に伴い、電通主導のメモリアル映像制作に参画。映像協力のほか「Canon in D」の尺八とオーケストラによるオリジナル編曲・指揮を担当。この作品は「映文連アワード2016」のコーポレート部門に出品され、優秀賞を受賞した。しかし、一般公開先のYouTubeで再生数が伸びず、動画マーケティングの重要性を知る。
2017年、JPモルガン証券などのディレクター数名からエンジェル出資を受け、動画を活用したマーケティング支援事業に乗り出す。ところが、低迷するクラシック音楽業界の復興を支援する目的で立ち上げた別の新規事業（オーケストラ事業）が大きな損失を生み、会社が倒産寸前に陥る。社員の給与やオフィス賃料を捻出するために村田個人が多額の借金を負うなど当人も自己破産寸前まで追い込まれたが、幹部社員らの支えで大幅な経営改革を行い、V字回復に成功した。その後は大手法人や官公庁を含む採用・販促・公共支援を行っており、HRカンファレンスをはじめとする日本最大級の講演会・セミナーにも数多く登壇している。

## 音楽家としての現在
ミュージカル俳優時代、難曲で知られるスティーヴン・ソンドハイムや久石譲らのミュージカル劇中歌を歌いこなしていたこともあり、コーラスの安定性には特に定評がある。そのため、現在も会社経営のかたわらコンサートやレコーディングなどにゲスト出演することがある。2016年からは俳優・小波津亜廉のライブに相方として例年出演し、MC・ピアノ・デュエットを担当している。
GINZA SIX 観世能楽堂における吉本興業主催ライブの音楽・演出サポート、大丸東京店における大丸創業300周年スペシャルコンサートの企画・プロデュースなど、企業イベントの支援も行っている。

## 慈善活動
私財を投じて囲碁普及のためのイベント主催、オーケストラや優秀な音大生への協賛・企画支援など、芸術文化の普及や慈善活動にも取り組んでいる。
2018年、西日本豪雨で被災した故郷・岡山県の支援のためのチャリティーコンサートを主催し、日本赤十字社を介して収益の全額と寄付金を贈っている。
2020年、新型コロナウイルスの影響による外出自粛で精神不安・体調不良を抱える日本と東南アジアの人々を支援する目的として、ダンサーのパパイヤ鈴木を起用した公共広告を企画・プロデュース。1ヶ月弱で100万回視聴を突破し、日本経済新聞や北海道放送でも紹介された。

## 囲碁
中学生時代に3年間で囲碁アマチュア六段（現在は七段）となり、岡山ジュニア囲碁十傑戦優勝など、岡山県の学生三強の1人として活躍した。王銘琬、小林千寿、大橋拓文など日本棋院の棋士とも親交がある。
囲碁普及のための囲碁と音楽のコラボレーションの仕掛け人としても知られ、NHK・毎日新聞などで取り上げられている。人気アプリ「囲碁クエスト」のBGMを提供している。